# Maximiliano Calzada
Maximiliano Calzada ou simplesmente Calzada é um futebolista uruguaio nascido em Montevideo no dia 20 de abril de 1990 e atua no Defensa y Justicia.

## Carreira
Nascido em Montevideo, Calzada é uma jogador que atua como volante,é uma das maiores promessas do Nacional em 2012.

## Seleção Uruguaia
Também já foi convocado para a Seleção Uruguaia Sub-20. Ele fez parte do elenco da Seleção Uruguaia de Futebol da Olimpíadas de 2012.

## Títulos
Nacional
- Campeonato Uruguaio (2): 2010-11, 2011-12

### Outras conquistas
Nacional
- Copa Bimbo (2): 2010, 2011